# Resclosa de Pontils
La Resclosa de Pontils és una obra de Pontils (Conca de Barberà) inclosa a l'Inventari del Patrimoni Arquitectònic de Catalunya.

## Descripció
Resclosa dins el Torrent de Biure a peus del turó on s'ubica el «Castellot», al vessant oest. que serveix per regar l'horta. Tot i que les seves característiques constructives no es poden apreciar gaire bé degut a l'abundant vegetació que el cobreix, s'aprecia un mur de pedra d'uns 12 metres de llargada d'aparell ciclopi.